# Dean Butler
Dean Butler (Prince George, 20 maggio 1956) è un attore e produttore televisivo canadese naturalizzato statunitense, di programmi di intrattenimento, sport e documentari.

## Biografia
Nato a Prince George, Columbia Britannica, e cresciuto a Piedmont, studiò arti della comunicazione all'Università del Pacifico a Stockton, California.
Butler cominciò la sua carriera da attore interpretando un ruolo minore nella serie televisiva Le strade di San Francisco. Il suo primo ruolo importante fu quello di Michael Wagner nel film Forever del 1978, basato sull'omonimo romanzo di Judy Blume.
Butler è noto principalmente per il ruolo di Almanzo Wilder, amico e poi marito di Laura Ingalls Wilder (interpretata da Melissa Gilbert) nella serie televisiva La casa nella prateria, che ricoprì dal 1979 al 1983. In seguito interpretò Jeff "Moondoggie" Griffin nella serie The New Gidget e Hank Summers, il padre di Buffy, in Buffy l'ammazzavampiri.

## Vita privata
Butler è sposato con l'attrice Katherine Cannon, che ha interpretato Felice Martin nella serie televisiva Beverly Hills 90210. Si sono conosciuti quando la Cannon fece un provino per la protagonista femminile della serie I ragazzi di padre Murphy. Vivono a Los Angeles, California.

## Filmografia parziale
- La casa nella prateria (Little House on the Prairie) - serie TV, 65 episodi (1979-1983)
- The New Gidget - serie TV, 44 episodi (1986-1988)
- La signora in giallo (Murder, She Wrote) – serie TV, episodio 6x15 (1990)
- Tequila & Bonetti - serie TV, episodio 1x12 (1992)
- Un detective in corsia (Diagnosis: Murder) - serie TV, episodio 2x08 (1994)
- Buffy l'ammazzavampiri (Buffy the Vampire Slayer) - serie TV, 5 episodi (1997-2002)

## Doppiatori italiani
Nelle versioni in italiano delle opere in cui ha recitato, Dean Butler è stato doppiato da:
- Giuliano Giacomelli in La casa nella prateria (ep. 6x01-6x16)
- Roberto Del Giudice in La casa nella prateria
- Francesco Prando in La signora in giallo
- Giorgio Locuratolo in Buffy l'ammazzavampiri